# プラスチックガール
『プラスチックガール』は、2002年11月20日にヤマハミュージックコミュニケーションズより発売されたcapsuleの5枚目のCDマキシシングルである（品番：YCDW-00011）。
アルバム『ハイカラ・ガール』や、シングル『music controller』の収録曲とは打って変わって、本作はピチカート・ファイヴを髣髴とさせる往年の渋谷系のような曲調になった。capsule（現 CAPSULE）のデビューシングル『さくら』の発売20周年となる2021年3月28日から、iTunes Storeや各種ストリーミングサービスでも配信されている。なお、本作のジャケットの裏面には、2003年に設立されたレーベル『contemode』の名前とロゴが描かれているが、本作はcontemodeからのリリースではなく、contemodeからリリースされた最初の作品は、2003年3月12日発売のシングル『CUTIE CINEMA pre-PLAY』である。

## 楽曲について
1.プラスチックガール
テレビ東京の番組『給与明細』のエンディングテーマとして使用された。
秋田朝日放送の番組『サタナビっ!』のメインテーマとして使用された。
また、プラスチックガール [remix]のインストゥルメンタル版がニッポン放送制作裏送り番組『中村こずえのみんなでニッポン日曜日!』のオープニングテーマ、ならびに番組ジングルとして15年間用いられた。

## 収録曲について
全作詞・全作曲：中田ヤスタカ
| #  | タイトル                                 | 作詞 | 作曲・編曲 | 時間 |
| -- | ---------------------------------------- | ---- | ---------- | ---- |
| 1. | 「プラスチックガール」(feat.Eel)         |      |            | 5:19 |
| 2. | 「おやすみ」(feat.Eel)                   |      |            | 3:55 |
| 3. | 「プラスチックガール [remix]」(feat.Eel) |      |            | 4:35 |